# 安加拉德·埃文斯
安加拉德·埃文斯（英語：Angharad Evans，2003年4月25日—），英国女子游泳运动员，2024年全国游泳锦标赛女子100米蛙泳金牌得主、2024年世界短池游泳锦标赛女子4×100米混合泳接力银牌得主。